# Youngstown Symphony Orchestra
La Youngstown Symphony è un'orchestra sinfonica con sede a Youngstown, Ohio.

## Storia
Con sede nel Powers Auditorium nel centro di Youngstown, l'orchestra ha suonato musica classica per Youngstown e la Mahoning Valley fin dal 1925. L'orchestra è diretta da Randall Craig Fleischer.

## Stagione degli spettacoli
La Youngstown Symphony esegue dieci concerti all'anno, da ottobre a maggio. Eseguono una combinazione di concerti "serie capolavori" e "serie popolare". Oltre a questi concerti la Youngstown Symphony suona Concerti per Giovani dedicati ai bambini in età scolare, così come un concerto per bambini in età prescolare, chiamato Storytime in School Music.

## Youngstown Symphony Society
La Youngstown Symphony Society è un'organizzazione di residenti nell'area che donano al Fondo Operativo della Società. La Società sponsorizza eventi dell'orchestra, promuove l'orchestra, offre volontari per l'orchestra e altri progetti e dà assistenza nei piani futuri della compagnia.